# Tecnológico de Antioquia
El Tecnológico de Antioquia - Institución Universitaria (TdeA), también conocido como el Tecnológico de Antioquia, es una institución de educación superior de Colombia sujeta a inspección y vigilancia por el Ministerio de Educación Nacional de Colombia decreto 1295 de 2010, artículo 39) , ubicada en el departamento de Antioquia. Su sede principal se encuentra en Robledo, en la ciudad de Medellín. Cuenta con un campus de 40 mil metros cuadrados, rodeados por más de 13 mil metros cuadrados de zonas verdes. Cuenta con 40 programas académicos.
Dispone de edificios académicos, administrativos, la Biblioteca del Tecnológico de Antioquia Humberto Saldarriaga Carmona), una radio, zonas de estudio, edificio de informática, laboratorios especializados, coliseo cubierto, gimnasio, piscina, cancha de fútbol, espacios deportivos, cafeterías y parqueaderos, entre otros.
A su vez, edita las revistas científicas: En-contexto, Cuaderno Activa, Senderos Pedagógicos, Memorias Forenses, Ágora, Utopía.

## Estudia en el TdeA
- Atención al usuario
- Campus
- Estudia en el TdeA Archivado el 25 de febrero de 2021 en Wayback Machine.

## Facultades
- Facultad de Ciencias Administrativas y Económicas Archivado el 25 de febrero de 2021 en Wayback Machine.
- Facultad de Educación y Ciencias Sociales Archivado el 26 de febrero de 2021 en Wayback Machine.
- Facultad de Derecho y Ciencias Forenses Archivado el 25 de febrero de 2021 en Wayback Machine.
- Facultad de Ingeniería Archivado el 25 de febrero de 2021 en Wayback Machine.
- Departamento de Ciencias Básicas y Áreas Comunes

## Conoce el TdeA
- P.E.I. Proyecto Educativo Institucional (tdea.edu.co)
- Directivos